# Витим (Якутія)
Витим (рос. Витим) — смт у Ленському улусі Республіки Сахи Російської Федерації.
Населення становить 3972  особи. Належить до муніципального утворення селище Вітім.

## Географія

### Клімат
| Клімат Витима             | Клімат Витима | Клімат Витима | Клімат Витима | Клімат Витима | Клімат Витима | Клімат Витима | Клімат Витима | Клімат Витима | Клімат Витима | Клімат Витима | Клімат Витима | Клімат Витима | Клімат Витима |
| Показник                  | Січ.          | Лют.          | Бер.          | Квіт.         | Трав.         | Черв.         | Лип.          | Серп.         | Вер.          | Жовт.         | Лист.         | Груд.         | Рік           |
| Середній максимум, °C     | −23,5         | −18,9         | −6,5          | 3,2           | 12,4          | 21,5          | 24,7          | 21,1          | 12,4          | 0,6           | −12,6         | −21,3         | 1             |
| Середня температура, °C   | −28,6         | −25,7         | −15           | −3,7          | 6,1           | 14,5          | 18,1          | 15,0          | 7,2           | −3,2          | −17,4         | −26,1         | −4            |
| Середній мінімум, °C      | −33,7         | −32,5         | −23,5         | −10,5         | −0,1          | 7,5           | 11,5          | 9,0           | 2,1           | −7            | −22,2         | −30,9         | −10           |
| Норма опадів, мм          | 25            | 17            | 15            | 18            | 35            | 50            | 54            | 64            | 44            | 38            | 37            | 34            | 431           |
| ------------------------- | ------------- | ------------- | ------------- | ------------- | ------------- | ------------- | ------------- | ------------- | ------------- | ------------- | ------------- | ------------- | ------------- |
| Джерело: climate-data.org |               |               |               |               |               |               |               |               |               |               |               |               |               |

## Історія
Згідно із законом від 30 листопада 2004 року органом місцевого самоврядування є селище Вітім.

## Населення
| 1959  | 1970  | 1979  | 1989  | 2002  | 2009  | 2010  |
| ----- | ----- | ----- | ----- | ----- | ----- | ----- |
| 2872  | ↗3691 | ↘3461 | ↗5311 | ↘3973 | ↗4233 | ↗4376 |
| 2011  | 2012  | 2013  | 2014  | 2015  | 2016  | 2017  |
| ↗4382 | ↗4441 | ↘4406 | ↘4366 | ↘4307 | ↘4206 | ↘4179 |
| 2018  |       |       |       |       |       |       |
| ↘4163 |       |       |       |       |       |       |